# Drakontia
Drakontia eller drakonit, med flera alternativa stavningar, är en mytisk ädelsten, som omtalas av Plinius den äldre i dennes Historia naturalis (70-talet e.Kr.) och som traderats därifrån fram till nyare tid.
Enligt Plinius framställs stenen ur drakars hjärnor. För att stenen skall få de rätta egenskaperna får inte draken veta om att den skall dö. Därför måste drakens huvud huggas av, när draken sover, något som åstadkoms genom att ge den ett sömnmedel.
Vadstenamunken Peder Månsson, som var verksam i Rom 1508–1524,  samlade och översatte allehanda praktiska upplysningar, som han menade kunde vara till nytta för sitt hemland. Han beskrev stenen under namnet draconites i sin "stenbok", som bevarats i manuskript och först tryckts på 1900-talet.  Peder Månsson skriver att stenen framställs ur drakars huvuden, att den har stor förmåga att utdriva gifter, samt att den som bär den "bliffwer diärffwer".
Madame Blavatsky (1831–1891), teosofins grundläggare, beskriver drakontia som en orakelsten i sitt huvudverk The Secret Doctrine (Den hemliga läran) från 1888. Hon hänvisar utom till Plnius även till Olaus Magnus, som skall ha beskrivit hur  stenens magiska krafter utnyttjats av skandinaviska kungar. Om denna hänvisning har fog för sig, har inte undersökts.
Drakontia som en sten med magiska egenskaper förekommer i fantasy-litteraturen, där magi har en stor plats. Dess magiska egenskaper utnttjas vidare i rollspel knutna till fantasy-genren.[källa behövs]